# 大阪府第1区
大阪府第1区（おおさかふだい1く）は、日本の衆議院議員総選挙における選挙区。1994年（平成6年）の公職選挙法改正で設置。2017年に区割が変更された。

## 区域

### 現在の区域
2017年（平成29年）公職選挙法改正以降の区域は以下のとおりである。改定で4区から東成区が移動し、生野区は2区へ移動した。
- 大阪市
  - 中央区
  - 西区
  - 港区
  - 天王寺区
  - 浪速区
  - 東成区

大阪市の中心部に東西に細長く伸びる形をしている。日本有数の繁華街・ミナミや大企業のオフィスが多数集まる船場・本町、観光資源・歴史遺産としての大阪城公園や四天王寺、更には都市型観光の象徴的地域である新世界や電気街の日本橋、ウォーターフロントの天保山などを有している。

### 2017年以前の区域
1994年（平成6年）公職選挙法改正から2017年の小選挙区改定までの区域は以下のとおりである。
- 大阪市
  - 中央区
  - 西区
  - 港区
  - 天王寺区
  - 浪速区
  - 生野区

## 歴史
中選挙区時代は西区・港区・浪速区は旧1区、東成区は旧2区、それ以外の区は旧6区に属していた。大都市大阪の中心部であるが、長く続いたドーナツ化現象に伴う人口流出などによって旧住民や商工業者（特に中小・零細企業の関係者）の比重が高まり、都市型選挙区としては珍しく保守系勢力の強い地域であった。第13代大阪市長だった中馬馨の長男・中馬弘毅（自由民主党）が父譲りの地域密着型支持を受け、小選挙区制施行以後安定した地盤を築いてきた。
ただし、2000年代以降は中央区や西区などを中心に都心回帰が進み、市外部からの人口流入が著しいため今後の選挙区情勢にも影響を与えるものと見られる。第45回衆議院議員総選挙では民主党公認の新人熊田篤嗣（滋賀県生まれ）が3度目の挑戦にして初めて中馬（大阪市生まれ）を破り当選した。自民党以外の政党が制するのはこれが初めてである。
第46回衆議院議員総選挙では大阪市会議員だった日本維新の会新人の井上英孝が、自民党の新人である元市議の大西宏幸や自民党を離党した中馬（無所属）・熊田（日本未来の党）らを破り当選した。（なお、この選挙に出馬した6人のうち、井上・中馬・大西の3人は自民党に在籍経験がある人物である。）第47回衆議院議員総選挙では維新の党に移籍した井上が大西に約3400票差まで差を詰められるものの、再選を果たした。大西は重複立候補していた比例近畿ブロックでの比例復活により初当選を果たしている。
2017年に当選挙区で初の区割変更が実施され、生野区が大阪府第2区に移動し、大阪府第4区の東成区が当選挙区に編入された。直後の同年秋の第48回衆議院議員総選挙では井上が市議時代は港区を、大西が生野区を地盤としていたことから、区割り変更により大西に不利との見方も報じられたが、大西が井上を1242票の僅差で破り、小選挙区での初当選を果たした。自民党候補の当選は第44回衆議院議員総選挙（2005年）の中馬以来12年ぶりとなった。第49回衆議院議員総選挙では井上が大西の比例復活を許すことなく約4万票の大差で破った。第50回衆議院議員総選挙では日本維新の会が大阪府第9区を除く府内全18選挙区で比例重複を認めない方針を決め、引き締めを図った。投開票の結果、井上が再び大西の比例復活を許さずに5度目の当選を果たした。
大阪府の地域政党である大阪維新の会と国政政党である日本維新の会は、当選挙区内の中央区に本部を置いている。選挙区の面積は2017年の区割見直し前が39.54km2、区割見直し後が35.71km2と全国的にもかなり狭い。

## 小選挙区選出議員
| 選挙名                 | 年     | 当選者   | 党派         |
| ---------------------- | ------ | -------- | ------------ |
| 第41回衆議院議員総選挙 | 1996年 | 中馬弘毅 | 自由民主党   |
| 第42回衆議院議員総選挙 | 2000年 | 中馬弘毅 | 自由民主党   |
| 第43回衆議院議員総選挙 | 2003年 | 中馬弘毅 | 自由民主党   |
| 第44回衆議院議員総選挙 | 2005年 | 中馬弘毅 | 自由民主党   |
| 第45回衆議院議員総選挙 | 2009年 | 熊田篤嗣 | 民主党       |
| 第46回衆議院議員総選挙 | 2012年 | 井上英孝 | 日本維新の会 |
| 第47回衆議院議員総選挙 | 2014年 | 井上英孝 | 維新の党     |
| 第48回衆議院議員総選挙 | 2017年 | 大西宏幸 | 自由民主党   |
| 第49回衆議院議員総選挙 | 2021年 | 井上英孝 | 日本維新の会 |
| 第50回衆議院議員総選挙 | 2024年 | 井上英孝 | 日本維新の会 |

## 選挙結果
時の内閣：第1次石破内閣 解散日：2024年10月9日 公示日：2024年10月15日
当日有権者数：44万3532人 最終投票率：49.31%（前回比：3.96%） （全国投票率：53.85%（2.08%））
| 当落 | 候補者名 | 年齢 | 所属党派     | 新旧 | 得票数    | 得票率 | 惜敗率 | 推薦・支持 | 重複 |
| ---- | -------- | ---- | ------------ | ---- | --------- | ------ | ------ | ---------- | ---- |
| 当   | 井上英孝 | 53   | 日本維新の会 | 前   | 102,113票 | 48.24% | ――     |            |      |
|      | 大西宏幸 | 57   | 自由民主党   | 元   | 56,347票  | 26.62% | 55.18% | 公明党推薦 | ○    |
|      | 竹内祥倫 | 42   | 日本共産党   | 新   | 27,312票  | 12.90% | 26.75% |            |      |
|      | 宮出千慧 | 39   | 参政党       | 新   | 25,908票  | 12.24% | 25.37% |            |      |

- 宮出は第27回参議院議員通常選挙に大阪府選挙区から立候補し、当選。

時の内閣：第1次岸田内閣 解散日：2021年10月14日 公示日：2021年10月19日
当日有権者数：42万7637人 最終投票率：53.27%（前回比：7.49%） （全国投票率：55.93%（2.25%））
| 当落 | 候補者名 | 年齢 | 所属党派     | 新旧 | 得票数    | 得票率 | 惜敗率 | 推薦・支持 | 重複 |
| ---- | -------- | ---- | ------------ | ---- | --------- | ------ | ------ | ---------- | ---- |
| 当   | 井上英孝 | 50   | 日本維新の会 | 前   | 110,120票 | 49.40% | ――     |            | ○    |
|      | 大西宏幸 | 54   | 自由民主党   | 前   | 67,145票  | 30.12% | 60.97% | 公明党推薦 | ○    |
|      | 村上賀厚 | 62   | 立憲民主党   | 新   | 28,477票  | 12.77% | 25.86% |            | ○    |
|      | 竹内祥倫 | 39   | 日本共産党   | 新   | 17,194票  | 7.71%  | 15.61% |            |      |

- 村上は第50回は和歌山県第1区から立候補したが落選。

時の内閣：第3次安倍第3次改造内閣 解散日：2017年9月28日 公示日：2017年10月10日
当日有権者数：40万3292人 最終投票率：45.78%（前回比：0.05%） （全国投票率：53.68%（1.02%））
| 当落 | 候補者名 | 年齢 | 所属党派         | 新旧 | 得票数   | 得票率 | 惜敗率 | 推薦・支持 | 重複 |
| ---- | -------- | ---- | ---------------- | ---- | -------- | ------ | ------ | ---------- | ---- |
| 当   | 大西宏幸 | 50   | 自由民主党       | 前   | 67,748票 | 37.60% | ――     | 公明党推薦 | ○    |
| 比当 | 井上英孝 | 45   | 日本維新の会     | 前   | 66,506票 | 36.91% | 98.17% |            | ○    |
|      | 村上賀厚 | 58   | 立憲民主党       | 新   | 26,140票 | 14.51% | 38.58% |            | ○    |
|      | 柴山昇   | 63   | 日本共産党       | 新   | 14,498票 | 8.05%  | 21.40% |            |      |
|      | 小泉修平 | 70   | 日本新党（諸派） | 新   | 5,291票  | 2.94%  | 7.81%  |            |      |

- 村上は第47回に兵庫12区より維新の党公認で出馬したが、落選。

時の内閣：第2次安倍改造内閣 解散日：2014年11月21日 公示日：2014年12月2日
当日有権者数：40万3593人 最終投票率：45.83%（前回比：9.47%） （全国投票率：52.66%（6.66%））
| 当落 | 候補者名 | 年齢 | 所属党派   | 新旧 | 得票数   | 得票率 | 惜敗率 | 推薦・支持 | 重複 |
| ---- | -------- | ---- | ---------- | ---- | -------- | ------ | ------ | ---------- | ---- |
| 当   | 井上英孝 | 43   | 維新の党   | 前   | 75,016票 | 42.35% | ――     |            | ○    |
| 比当 | 大西宏幸 | 47   | 自由民主党 | 新   | 71,648票 | 40.45% | 95.51% | 公明党推薦 | ○    |
|      | 柴山昇   | 61   | 日本共産党 | 新   | 30,463票 | 17.20% | 40.61% |            |      |

時の内閣：野田第3次改造内閣 解散日：2012年11月16日 公示日：2012年12月4日
当日有権者数：39万4097人 最終投票率：55.30%（前回比：6.71%） （全国投票率：59.32%（9.96%））
| 当落 | 候補者名 | 年齢 | 所属党派     | 新旧 | 得票数   | 得票率 | 惜敗率 | 推薦・支持 | 重複 |
| ---- | -------- | ---- | ------------ | ---- | -------- | ------ | ------ | ---------- | ---- |
| 当   | 井上英孝 | 41   | 日本維新の会 | 新   | 80,230票 | 38.03% | ――     |            | ○    |
|      | 大西宏幸 | 45   | 自由民主党   | 新   | 55,039票 | 26.09% | 68.60% | 公明党     | ○    |
|      | 熊田篤嗣 | 41   | 日本未来の党 | 前   | 22,368票 | 10.60% | 27.88% | 新党大地   | ○    |
|      | 中馬弘毅 | 76   | 無所属       | 元   | 20,167票 | 9.56%  | 25.14% |            | ×    |
|      | 吉川玲子 | 51   | 日本共産党   | 新   | 17,281票 | 8.19%  | 21.54% |            |      |
|      | 吉羽美華 | 32   | 民主党       | 新   | 15,878票 | 7.53%  | 19.79% | 国民新党   | ○    |

- 熊田は第25回参議院議員通常選挙に自由民主党公認で比例区から立候補したが落選。
- 吉羽は第23回参議院議員通常選挙は大阪府選挙区から新党大地公認で立候補したが落選。第48回は東京都第24区から希望の党公認で立候補したが落選。2019年4月の寝屋川市議会選挙に無所属で立候補し、復帰当選。

時の内閣：麻生内閣 解散日：2009年7月21日 公示日：2009年8月18日
当日有権者数：38万575人 最終投票率：62.01%（前回比：0.53%） （全国投票率：69.28%（1.77%））
| 当落 | 候補者名 | 年齢 | 所属党派   | 新旧 | 得票数    | 得票率 | 惜敗率 | 推薦・支持 | 重複 |
| ---- | -------- | ---- | ---------- | ---- | --------- | ------ | ------ | ---------- | ---- |
| 当   | 熊田篤嗣 | 38   | 民主党     | 新   | 117,313票 | 50.78% | ――     |            | ○    |
|      | 中馬弘毅 | 72   | 自由民主党 | 前   | 78,335票  | 33.91% | 66.77% |            | ○    |
|      | 辻日出子 | 66   | 日本共産党 | 新   | 20,438票  | 8.85%  | 17.42% |            |      |
|      | 堺井裕貴 | 41   | 無所属     | 新   | 11,374票  | 4.92%  | 9.70%  |            | ×    |
|      | 林富美子 | 42   | 幸福実現党 | 新   | 3,555票   | 1.54%  | 3.03%  |            |      |

- 堺井は平沼グループ所属。第44回は15区に民主党から立候補も落選。

時の内閣：第2次小泉改造内閣 解散日：2005年8月8日 公示日：2005年8月30日
当日有権者数：36万134人 最終投票率：61.48%（前回比：9.55%） （全国投票率：67.51%（7.65%））
| 当落 | 候補者名 | 年齢 | 所属党派   | 新旧 | 得票数    | 得票率 | 惜敗率 | 推薦・支持 | 重複 |
| ---- | -------- | ---- | ---------- | ---- | --------- | ------ | ------ | ---------- | ---- |
| 当   | 中馬弘毅 | 68   | 自由民主党 | 前   | 116,956票 | 54.49% | ――     |            | ○    |
|      | 熊田篤嗣 | 34   | 民主党     | 新   | 72,512票  | 33.79% | 62.00% |            | ○    |
|      | 丸岡博司 | 54   | 日本共産党 | 新   | 25,156票  | 11.72% | 21.51% |            |      |

時の内閣：第1次小泉第2次改造内閣 解散日：2003年10月10日 公示日：2003年10月28日
当日有権者数：35万1841人 最終投票率：51.93%（前回比：0.86%） （全国投票率：59.86%（2.63%））
| 当落 | 候補者名 | 年齢 | 所属党派   | 新旧 | 得票数   | 得票率 | 惜敗率 | 推薦・支持 | 重複 |
| ---- | -------- | ---- | ---------- | ---- | -------- | ------ | ------ | ---------- | ---- |
| 当   | 中馬弘毅 | 67   | 自由民主党 | 前   | 87,936票 | 49.83% | ――     |            | ○    |
|      | 熊田篤嗣 | 32   | 民主党     | 新   | 64,320票 | 36.45% | 73.14% |            | ○    |
|      | 清家裕   | 56   | 日本共産党 | 新   | 24,220票 | 13.72% | 27.54% |            |      |

時の内閣：第1次森内閣 解散日：2000年6月2日 公示日：2000年6月13日 （全国投票率：62.49%（2.84%））
| 当落 | 候補者名     | 年齢 | 所属党派   | 新旧 | 得票数   | 得票率 | 惜敗率 | 推薦・支持 | 重複 |
| ---- | ------------ | ---- | ---------- | ---- | -------- | ------ | ------ | ---------- | ---- |
| 当   | 中馬弘毅     | 63   | 自由民主党 | 前   | 87,068票 | 50.22% | ――     |            | ○    |
|      | 小西俊博     | 56   | 民主党     | 新   | 41,431票 | 23.89% | 47.58% |            | ○    |
|      | 小畑勉       | 58   | 日本共産党 | 新   | 38,543票 | 22.23% | 44.27% |            |      |
|      | 羽柴誠三秀吉 | 50   | 無所属     | 新   | 6,347票  | 3.66%  | 7.29%  |            | ×    |

時の内閣：第1次橋本内閣 解散日：1996年9月27日 公示日：1996年10月8日 （全国投票率：59.65%（8.11%））
| 当落 | 候補者名 | 年齢 | 所属党派   | 新旧 | 得票数   | 得票率 | 惜敗率 | 推薦・支持 | 重複 |
| ---- | -------- | ---- | ---------- | ---- | -------- | ------ | ------ | ---------- | ---- |
| 当   | 中馬弘毅 | 60   | 自由民主党 | 前   | 73,443票 | 41.88% | ――     |            | ○    |
|      | 池坊雅史 | 35   | 新進党     | 新   | 62,423票 | 35.60% | 85.00% |            |      |
|      | 小畑勉   | 54   | 日本共産党 | 新   | 39,494票 | 22.52% | 53.78% |            |      |